# Веллс (Вермонт)
Веллс (англ. Wells) — місто (англ. town) в США, в окрузі Ратленд штату Вермонт. Населення — 1214 особи (2020).

## Демографія
Згідно з переписом 2010 року, у місті мешкало 1150 осіб у 515 домогосподарствах у складі 321 родини. Було 927 помешкань
Расовий склад населення:
| - 98,1 % — білих - 0,4 % — азіатів - 0,3 % — чорних або афроамериканців - 0,1 % — корінних американців |

До двох чи більше рас належало 1,0 %. Частка іспаномовних становила 1,0 % від усіх жителів.
За віковим діапазоном населення розподілялося таким чином: 17,0 % — особи молодші 18 років, 62,0 % — особи у віці 18—64 років, 21,0 % — особи у віці 65 років та старші. Медіана віку мешканця становила 49,1 року. На 100 осіб жіночої статі у місті припадало 109,5 чоловіків;  на 100 жінок у віці від 18 років та старших — 105,6 чоловіків також старших 18 років.
Середній дохід на одне домашнє господарство  становив 74 856 доларів США (медіана — 58 750), а середній дохід на одну сім'ю — 90 891 долар (медіана — 70 156). Медіана доходів становила 47 361 долар для чоловіків та 31 667 доларів для жінок. За межею бідності перебувало 4,6 % осіб, у тому числі 0,0 % дітей у віці до 18 років та 4,1 % осіб у віці 65 років та старших.
Цивільне працевлаштоване населення становило 430 осіб. Основні галузі зайнятості: мистецтво, розваги та відпочинок — 17,9 %, роздрібна торгівля — 15,3 %, будівництво — 14,9 %, освіта, охорона здоров'я та соціальна допомога — 14,7 %.